# ایالت‌های قدیمی
ایالت‌های قدیمی (به آلمانی: Alte Bundesländer) ده ایالتی هستند، که پیش از اتحاد دو آلمان، در آلمان غربی قرار گرفته‌بودند. این ایالت‌ها عبارت‌اند از:
- اشلسویگ-هولشتاین
- بادن-وورتمبرگ
- بایرن
- برمن
- راینلاند-فالتس
- زارلند
- نیدرزاکسن
- نوردراین وست‌فالن
- هامبورگ
- هسن[۱]

این ایالت‌ها را در عین‌حال آلمان غربی نیز می‌نامند، البته باید در نظر گرفت، که آلمان غربی معانی دیگری نیز دارد.